# Campus des Grands Moulins
Le campus des Grands Moulins, anciennement le campus Paris Rive Gauche est un campus universitaire situé dans le quartier Paris Rive Gauche, dans le 13e arrondissement de Paris, composé de dix bâtiments, occupés principalement par Université Paris-Cité depuis 2020, et précédemment par l'ancienne université Paris-Diderot de 2006 à 2019. Cet ensemble regroupe à la fois des équipes, des laboratoires et des instituts de recherche issus des divers milieux scientifiques (hors santé). Il forme avec le campus Saint-Germain-des-Prés, l'un des deux principaux campus d'Université Paris-Cité.

## Historique du projet
Face à un manque de place au sein du Campus de Jussieu, partagé depuis la création de l'université avec l'Université Paris VI et l'Institut de physique du globe et atteignant désormais 40 000 étudiants, soit le double de l'effectif prévu initialement, Jean-Pierre Dedonder, alors président de l'université, présente en novembre 1995 aux autorités de tutelle un projet de déménagement. Ce déménagement est par ailleurs rendu impératif par un plan de désamiantage de Jussieu. La dénomination Paris Rive Gauche, alors retenue pour le projet, concerne non seulement le déménagement, mais aussi le site d'implantation définitif de la totalité des composantes (hors secteur santé), sur un site de friche ferroviaire et industriel situé entre la gare de Paris-Austerlitz et le périphérique, et marqué par la construction du nouveau site de la Bibliothèque nationale de France. Le conseil d'administration de l'université, réuni le 19 novembre 1996, se prononce unanimement en faveur du déménagement.
Le projet de déménagement commence à se concrétiser fin 1999 par six opérations dans le cadre du « Contrat de Projet État Région » : rénovation des Grands Moulins de Paris et de la Halle aux Farines, et construction de quatre bâtiments.
Le campus est officiellement inauguré le 7 février 2007 par le premier ministre Dominique de Villepin, ainsi que par le ministre de l'éducation Gilles de Robien.
Quatre bâtiments sont bâtis dans le cadre de la deuxième phase de livraison des bâtiments, sur les parcelles M6A1, M5B2, M3I2 et M3A2. Ils ont pour maître d'ouvrage le groupe UNICITÉ (groupe Vinci, lauréate de la consultation d'appel d'offres). La livraison a lieu en 2012, dans le cadre d'un partenariat public-privé, qui prévoit la location des bâtiments pour une durée de 27 ans pour un loyer annuel d'un montant inférieur à 10 millions d'euros hors-taxes, dont 15 % assureront le financement des coûts de maintenance et d'exploitation. Après seulement cette période, l'université sera propriétaire de ses locaux. La cérémonie officielle de pose de la première pierre des premiers bâtiments a eu lieu le 30 septembre 2004 par François Fillon, alors Ministre de l'Éducation nationale. Le 21 janvier 2010, Valérie Pécresse, alors Ministre de l'Enseignement supérieur et de la Recherche, inaugure la pose de la première pierre des quatre derniers bâtiments.
Ce partenariat public-privé est l'objet de vives critiques et de recours contre les permis de construire. Trois des quatre bâtiments sont concernés. Deux d'entre eux voient leur permis de construire annulé après leur livraison : Sophie-Germain et Olympe-de-Gouges, décision confirmée par le Conseil d'État, notamment pour non-respect des normes de sécurité relatives aux établissements recevant du public. Le troisième bâtiment, Lamarck A, dont la solidité des planchers est remise en cause, fait l'objet d'un conflit entre l'architecte et Vinci.

## Implantations

### Les Grands Moulins

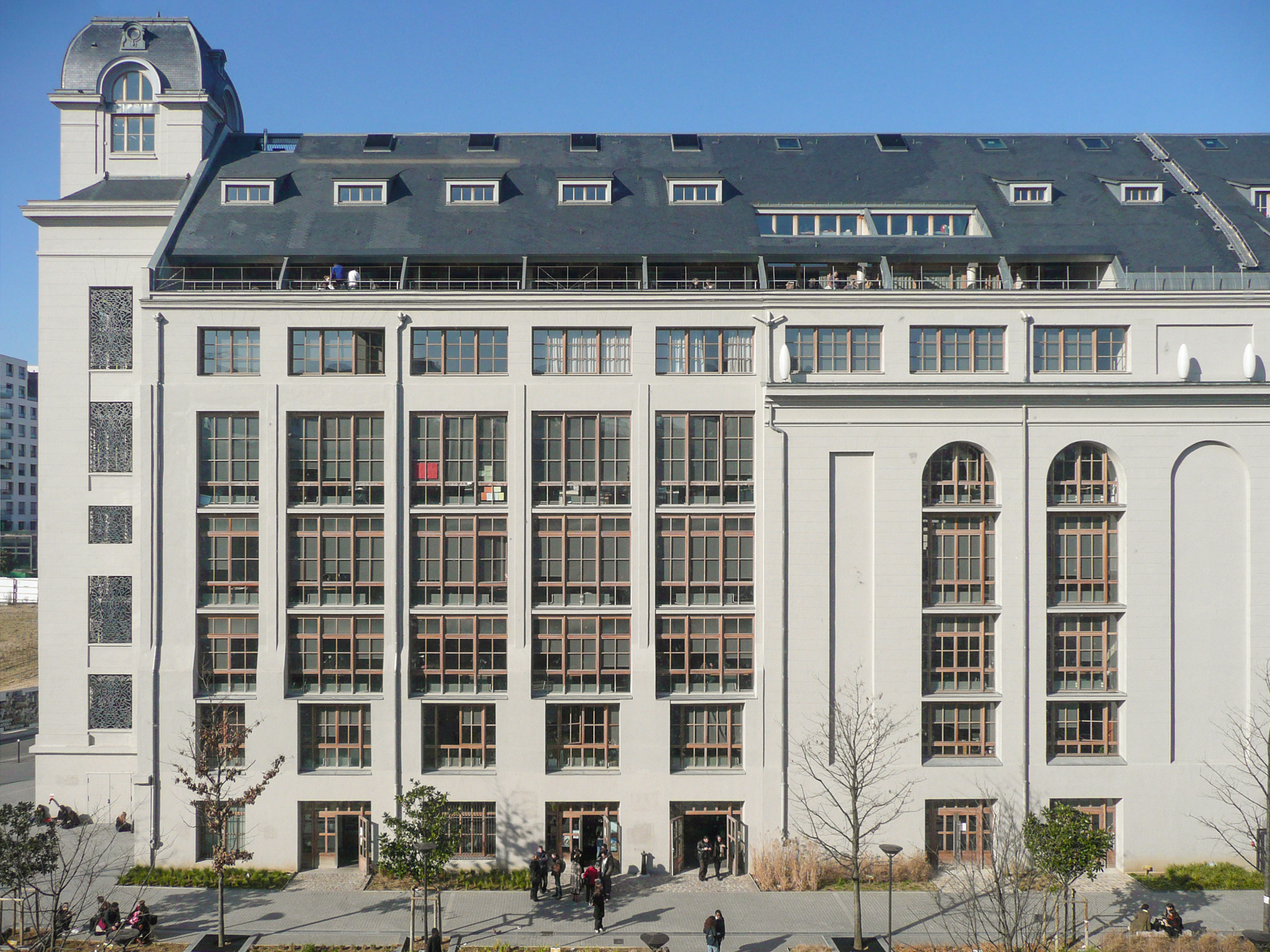
Les Grands Moulins de Paris

Le bâtiment des Grands Moulins, situé au 5, rue Thomas-Mann, est un bâtiment rénové en 2006 par l'architecte Rudy Ricciotti. Il est le siège des activités d'Université Paris-Cité au sein du campus des Grands Moulins et accueille l'administration centrale, l'UFR des Langues et Civilisations de l’Asie Orientale (LCAO), le département Lettres et Sciences humaines, ainsi que la Bibliothèque centrale.

### Tour Voltaire

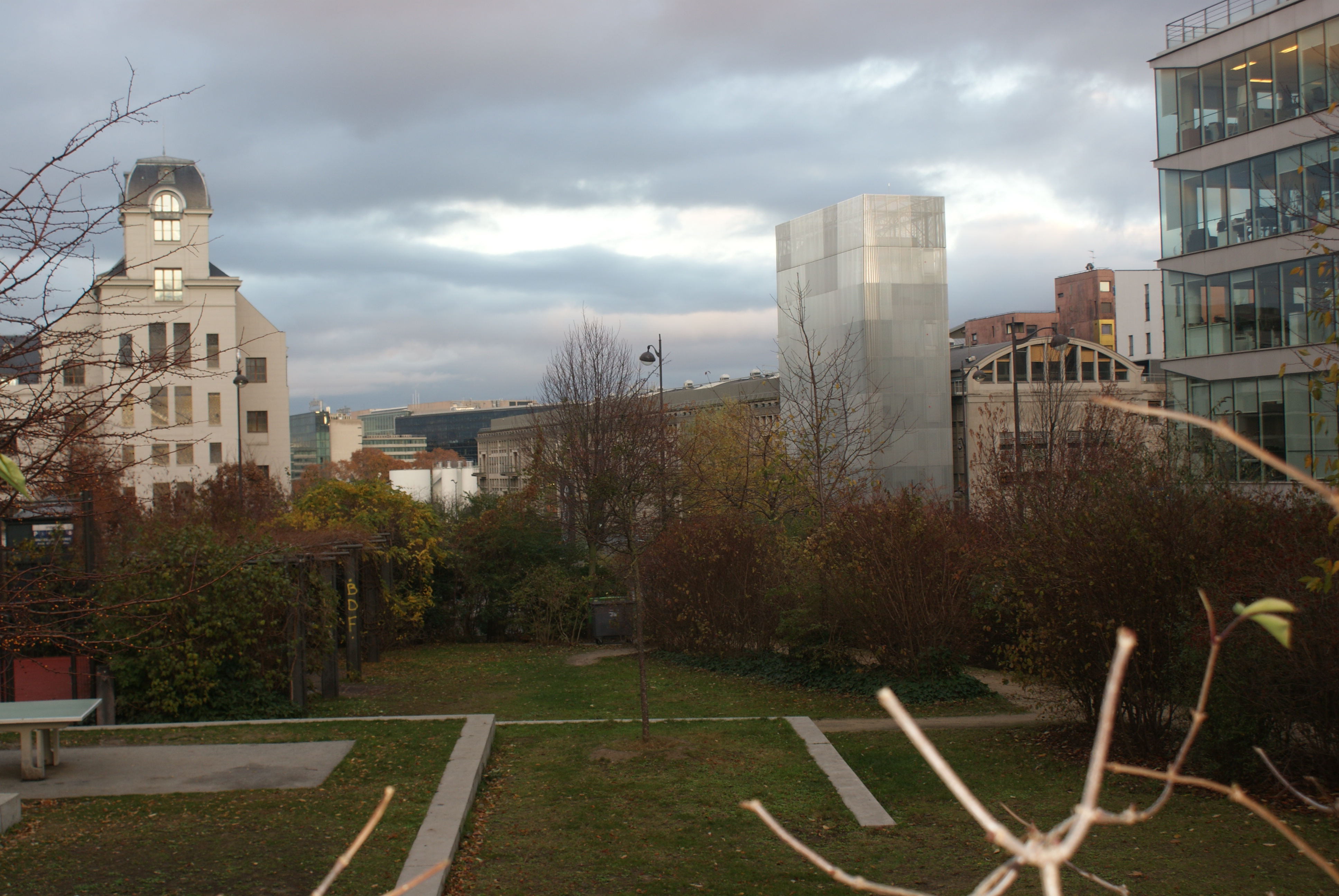
La Tour Voltaire est à droite, accolée à la Halle aux farines.

La tour Voltaire, située sur la rue Marguerite-Duras, est un bâtiment d'une surface de 550 m2 (SHON). Réalisée par les architectes Antonioni et Darmon, elle accueille notamment les locaux syndicaux et associatifs, ainsi que divers services administratifs. Considérée comme une extension de la Halle aux farines[réf. nécessaire], elle le surplombe à la fois par sa hauteur, mais aussi par sa sustentation sur pilotis.

### Halle aux Farines

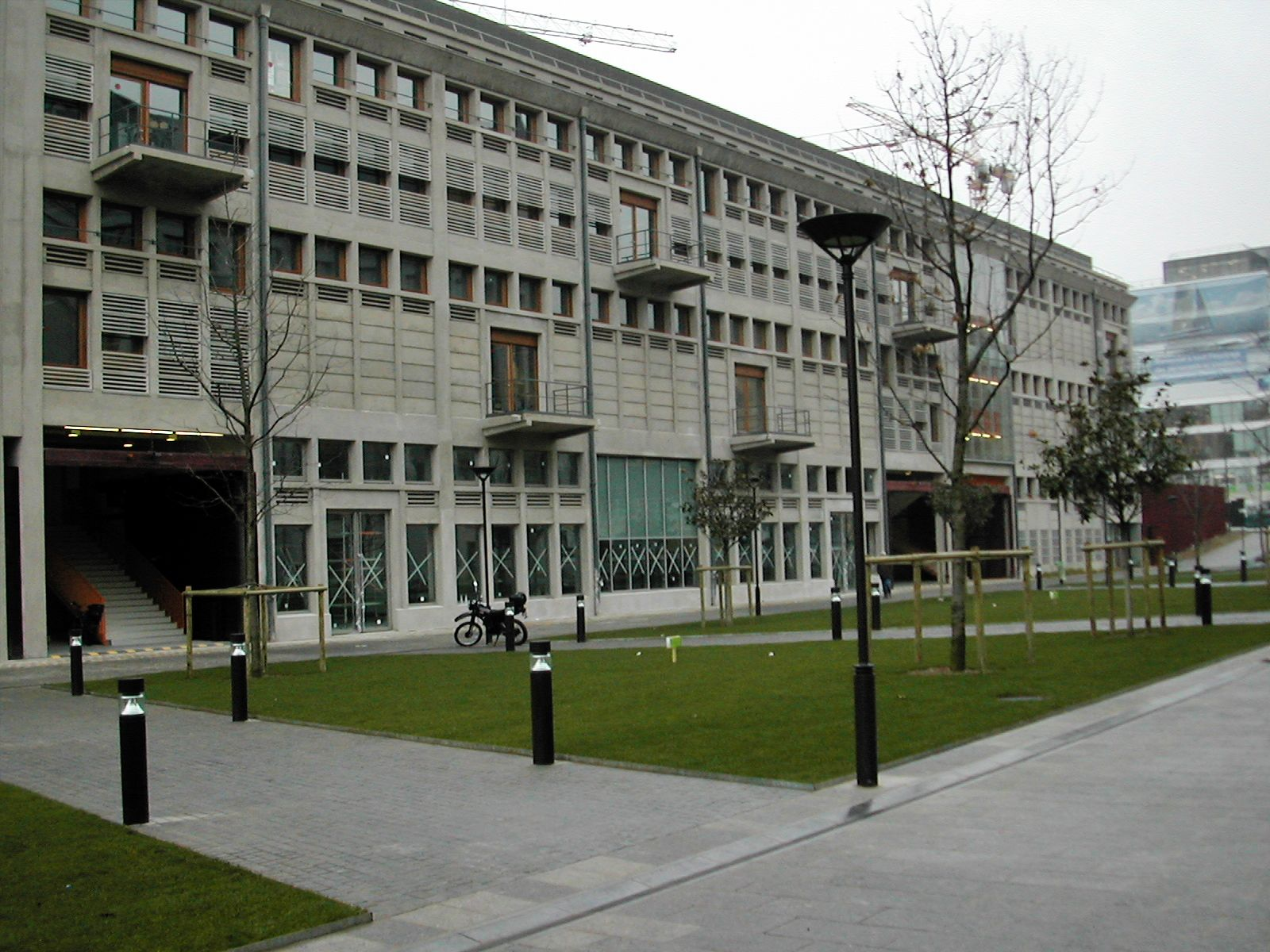
La Halle aux farines

La halle aux farines, situé quai Panhard-et-Levassor et le long de la rue Françoise-Dolto, est un bâtiment rénové en 2006 par l'architecte Nicolas Michelin.

### Bâtiment Buffon
Le bâtiment Buffon est situé rue Hélène-Brion. Le bâtiment, réalisé par les architectes F. Chochon et L. Pierre, dont la superficie est de 20 000 m² (SHON), est le siège de l'administration du département Sciences de la Nature et de la Vie (1er Cycle). Il abrite notamment les laboratoires suivants :
- Institut Jacques-Monod (UMR 7592)
- Unité de Biologie Fonctionnelle et Adaptative (EAC 4413)

### Bâtiment Condorcet

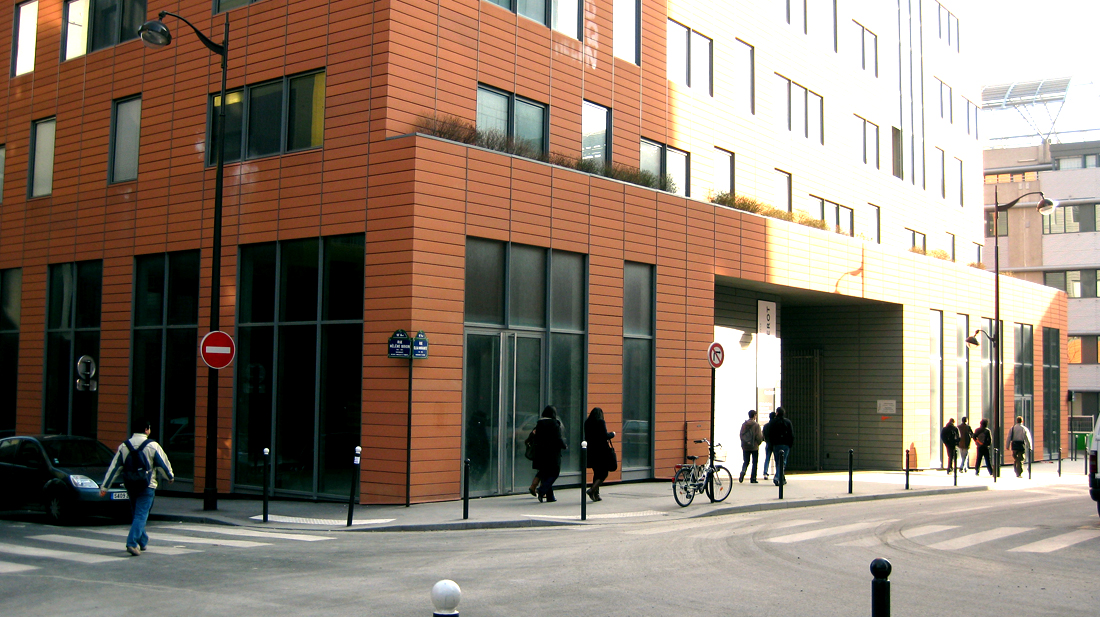
Entrée principale du bâtiment Condorcet.

Le bâtiment Condorcet est situé rue Elsa-Morante. Réalisé par les architectes P. Chaix et J.-P. Morel, il doit son nom au philosophe et mathématicien Nicolas de Condorcet. D'une superficie est de 20 000 m² (SHON), il est le siège de l'UFR de physique d'Université Paris-Cité. On y trouve des salles de travaux dirigés et de cours réservés aux étudiants en sciences exactes, ainsi que les laboratoires suivants :
- Matière et systèmes complexes (MSC) (UMR 7057)
- AstroParticule et Cosmologie (APC) (UMR 7164)
- Matériaux et phénomènes quantiques (MPQ) (UMR 7162)
- Astrophysique, interactions, multi-échelles (AIM) (UMR 7158)
- La composante "Didactique des sciences physiques et chimiques" du Laboratoire de Didactique André Revuz (LDAR) (EA 1548)

### Bâtiment Lamarck A
Le bâtiment Lamarck A est situé rue Hélène-Brion. Ayant également une adresse rue Alice-Domon-et-Léonie-Duquet, il présente aussi une façade sur l'avenue de France. Livré en juin 2012, il doit son nom au naturaliste français Jean-Baptiste de Lamarck. Il est réalisé par l'agence d'architecture IN / ON Architecture (architectes Jessica Label et Philippe Blandin) ; celle-ci déclare associer « [des] contraintes techniques de construction, les traitements acoustiques, une forte inertie pour la certification HQE, une maintenance réduite, une flexibilité des usages et des espaces. ». Il est construit au-dessus du réseau ferroviaire et donc équipé de dispositifs anti-vibrations. Le bâtiment, d'une superficie de 5 600 m² (SHON), est le siège de l'UFR Sciences de la Vie et de l'UFR Sciences de la Terre, de l'Environnement et des Planètes (STEP). Il abrite notamment les laboratoires suivants :
- Équipe Géophysique spatiale et planétaire de l'Institut de physique du globe de Paris (UMR 7154)
- Équipes de recherche en convention avec l'IPGP et l'ENS[11]

### Bâtiment Lamarck B
Le bâtiment Lamarck B est un bâtiment situé rue Hélène-Brion. Ayant également une adresse rue Marie-Andrée-Lagroua-Weill-Hallé, il présente aussi une façade sur la rue Alice-Domon-et-Léonie-Duquet. Réalisé par les architectes Jean Guervilly et Françoise Mauffret, il est livré en 2008. Le bâtiment, d'une superficie de 13 700 m² (SHON), abrite l'UFR Sciences du vivant, le Laboratoire inter-universitaire des systèmes atmosphériques (LISA), l'UFR Sciences de la terre, de l'environnement et des planètes (STEP), l'UFR Chimie, ainsi que divers logements de fonction.

### Bâtiment Lavoisier
Le bâtiment Lavoisier est situé rue Jean-Antoine-de-Baïf. Il doit son nom au chimiste, philosophe et économiste Antoine Lavoisier. Le bâtiment, d'une superficie de 10 200 m² (SHON), réalisé par les architectes Anouk Legendre et Nicolas Desmazières (agence X-TU) et inauguré en 2008, est le siège de l'UFR de chimie. Il abrite les laboratoires suivants :
- Interfaces, Traitements, Organisation et Dynamique des Systèmes (ITODYS) (UMR 7086)
- Laboratoire d'Électrochimie Moléculaire (LEM) (UMR 7591)

### Bâtiment Sophie-Germain
Le bâtiment Sophie-Germain est situé 8 place Aurélie Nemours. Il possède aussi des adresses rue Nicole-Reine-Lepaute et aux 19 et 21 de la rue de la Croix-Jarry (en contrebas des rues Albert-Einstein et Nicole-Reine Lepaute). Le bâtiment, réalisé par l'architecte Jean-Baptiste Lacoudre, dont le coût est estimé à 45 000 000 euros, est inauguré en juin 2012. Déclaré comme étant « Pôle Mathématiques-Informatique, Locaux Sportifs », il regroupe à la fois les secrétariats et laboratoires de recherche de l'UFR de Mathématiques, ainsi que de l'UFR d'Informatique, et des amphithéâtres et salles de TD/TP. Ce bâtiment, d'une superficie de 25 000 m² (SHON), abrite notamment un équipement sportif complet (vestiaires et salles de sport). Il est construit au-dessus du réseau ferroviaire et équipé de boîtes à ressort anti-vibrations.

### Bâtiment Olympe-de-Gouges
Le bâtiment Olympe-de-Gouges est un bâtiment situé place Paul-Ricœur et rue Albert-Einstein, d'une surface de 21 620 m² (SHON) et d'une hauteur de 46 m. Il possède aussi des adresses rue Jean-Antoine-de-Baïf et boulevard du Général-d'Armée-Jean-Simon et présente une façade place Keith-Haring. Réalisé par les architectes Philippe Barthélémy et Sylvia Griño, il accueille les UFR des pôles de langues et de sciences humaines, l'école d'ingénieurs Denis Diderot (EIDD) ainsi que divers logements de fonction. Construit au-dessus du réseau ferroviaire, il est équipé de dispositifs à boîtes à ressort, afin d'éviter les transmissions de vibration.

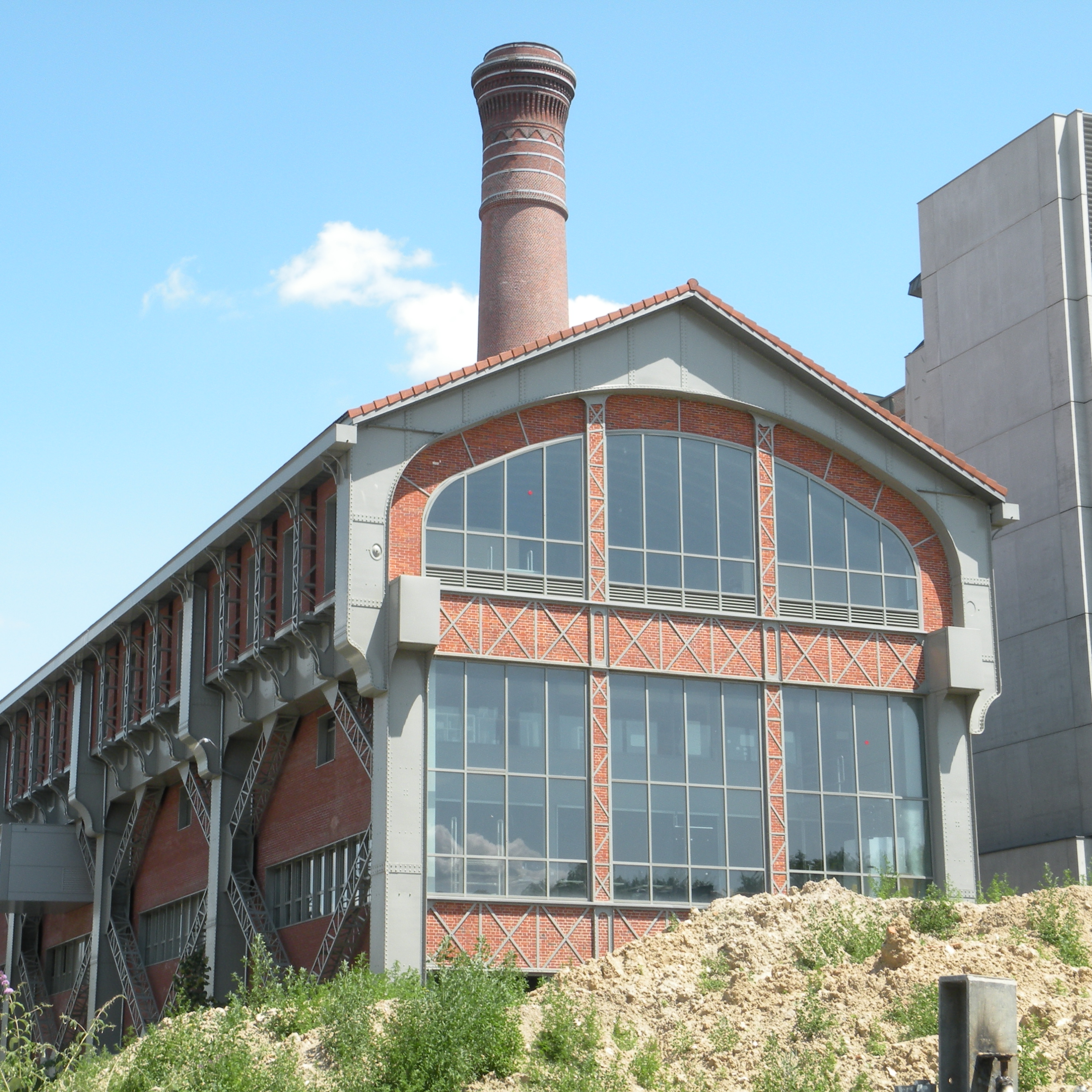
Le bâtiment de l’ancienne usine d’air comprimé.

### Ancienne usine d'air comprimé
L'École nationale supérieure d'architecture de Paris-Val de Seine, associée à l'université Paris-Cité, est implantée sur le site d’une ancienne usine d’air comprimé de la SUDAC, à l'est du Bâtiment Olympe-de-Gouges, édifiée en 1891 par l'architecte Guy Lebris et l'ingénieur Joseph Leclaire. La halle et la cheminée d'usine, réhabilités depuis, font l’objet d’une inscription au titre des monuments historiques depuis le 29 juin 1994.
L’école fait face à la Seine. Elle est bordée par le quai Panhard-et-Levassor au nord-est et par le boulevard du Général-d'Armée-Jean-Simon au sud-est.